# Michael Freyder
Pour les articles homonymes, voir Freyder.
Michael Freyder est un orfèvre actif à Strasbourg au début du XVIIe siècle.

## Biographie
Michael Freyder est reçu maître en 1606.
En 1626, les archives paroissiales attestent qu'un couple fait baptiser à l'église protestante Saint-Pierre-le-Jeune de Strasbourg un enfant dont l'orfèvre Michael Freyder est l'un des parrains.
Alors que Michael Freyder est parfois surnommé « l'Ancien », un autre orfèvre strasbourgeois, Georg Freyder, reçu maître en 1643, probablement son fils, est appelé « le Jeune ». Cependant les deux hommes ne portent pas le même prénom.

## Œuvre

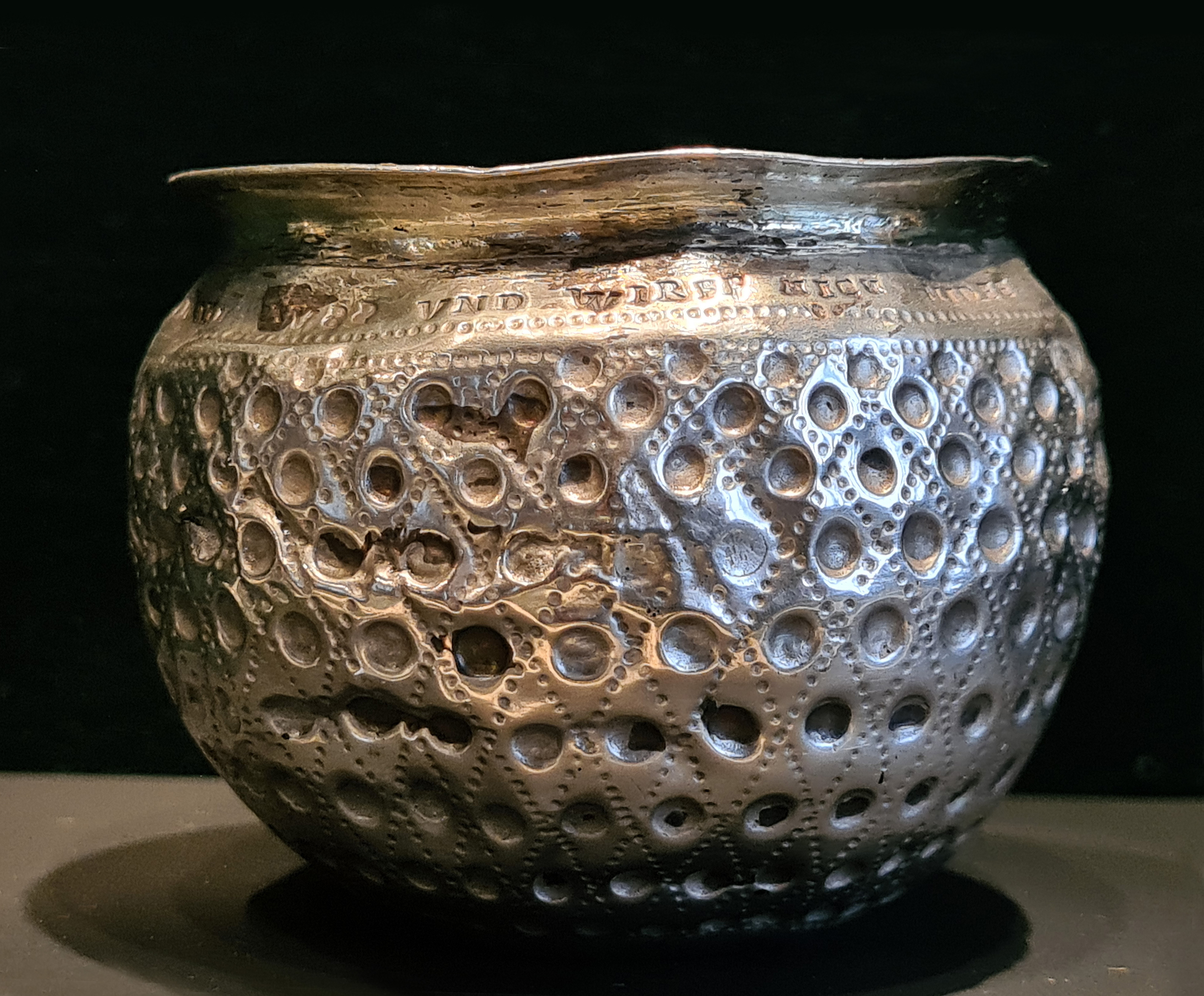
Gobelet dit Sturzbecher (profil).

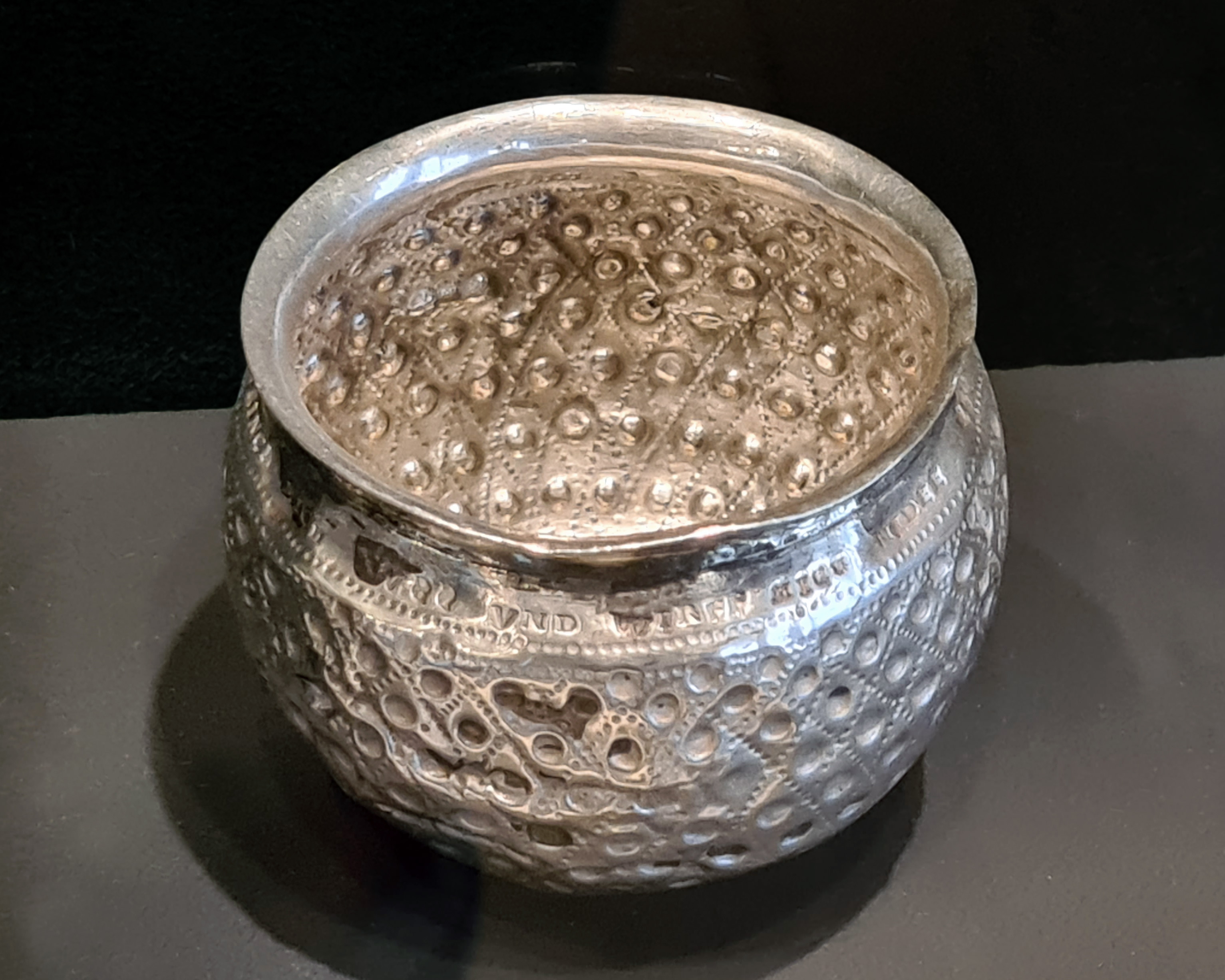
Gobelet dit Sturzbecher (intérieur).

- Le musée de l'Œuvre Notre-Dame de Strasbourg détient un gobelet sphérique dit « Sturzbecher (de) » (il s'agit, en général, d'un récipient sans pied dont la forme ne permet pas de le poser lorsqu'il est rempli).

Ici la base forme une calotte dont le flanc est recouvert d'un quadrillage losangé en pointillé.
Une inscription en allemand et caractères latins est gravée sous le col :

« TRINCK MICH AUS

UND WIRFF MICH NIDER

STEH ICH AUFF

SO FULL MICH WIEDERR »

En argent partiellement doré, cette pièce, antérieure à 1616, porte le poinçon du maître et celui aux armes de la Ville sous fleur de lys.
- Le musée des Arts décoratifs de Paris possède une coupe sur pied circulaire repoussé de motifs d'amandes horizontales matées, surmontées de godrons.

Comme le gobelet, elle est en argent partiellement doré et porte poinçon du maître et poinçon de la Ville.
En 1936 cet objet a été présenté lors de l'exposition Orfèvrerie française civile de province du XVIe au XVIIIe siècle, au pavillon de Marsan à Paris.
- Le Badisches Landesmuseum de Karlsruhe conserve un nautile monté en argent doré et corail dont la date est estimée vers 1620[5].